# Mateo Roskam
Mateo Roskam (Split, 16. ožujka 1987.) je hrvatski nogometaš i igrač futsala koji trenutačno igra u HMNK Vrgorac. Igra desnom nogom. Sin je glazbenika Jean-Jacquesa Roskama, bivšeg gitarista grupe Galija.
Roskam je iz Vrgorca. Karijeru je počeo u mladim kategorijama Zmaja iz Makarske. Seniorsku karijeru počeo je u Zagrebu, gdje nije dobio prigodu. Nakon jedne sezone otišao je u Španjolsku u Leonesu, ligaša koji igra u trećoj ligi. Proveo je tri sezone uglavnom ulazeći kao zamjena. Nakon Španjolske otišao je u BiH u Široki Brijeg. Uspješno se nametnuo treneru te je postao prvotimac. Sa Širokim Brijegom sezone 2012./13. osvojio je Kup BiH. Nakon tri sezone vratio se u Hrvatsku gdje je zaigrao za prvoligaša Slaven Belupo. Travnja 2014. prešao je u malezijski Sime Darby. Vrlo brzo postigao je hat-trick protiv Kelantana u utakmici koja je završila 4:0 i bio je u idealnoj momčadi kola. 
2015. prešao je u singapurski Tampines Roversu u Singapuru. Od 2017. je u malezijskom prvoligašu Sarawaku.

## Vanjske poveznice
- NK Slaven Belupo
- Nogometni magazin
- Sportnet  Arhivirana inačica izvorne stranice od 4. studenoga 2013. (Wayback Machine)
- Profil, Hrvatski nogometni savez